# Dihydroxiaceton
Dihydroxiaceton, ibland förkortat DHA, är en organisk förening med formeln OC(CH2OH)2. Det är en trios som är den enklaste formen av monosackarider. Det är en isomer till glyceraldehyd, men är till skillnad från den en keton och inte en aldehyd.

## Framställning
Dihydroxiaceton kan framställas tillsammans med glyceraldehyd genom att låta glycerol oxideras av väteperoxid med järn(II)-salt som katalysator.
Det bildas också när glycerol bryts ner genom fermentering, vilket gör att dihydroxiaceton förekommer i till exempel vin.

## Egenskaper
Dihydroxiaceton är vita, hygroskopiska kristaller med söt, kylande smak. I fast form bildar molekylerna dimerer som bryts upp i monomerer när de löses i vatten.
Vid kontakt med aminosyror genomgår ämnena en maillardreaktion.

## Användning
Dihydroxiaceton är det aktiva ämnet i många brun utan sol-produkter eftersom det reagerar med de aminosyror som finns i hudens keratin och ger en brun färg.